# ピタゴラス三体問題

ピタゴラス三体問題の数値解。

ピタゴラス三体問題 (ピタゴラスさんたいもんだい、Pythagorean problem of three bodies) またはブラーウの問題 (Burrau's problem) とは、三体問題のうち、質量比3:4:5の質点が3:4:5の直角三角形の各頂点に置かれた場合の系の進化を問う問題。名称は、古代ギリシアの数学者ピタゴラス、デンマークの数学者カール・ブラーウに因んで名付けられた。
1913年にブラーウによって詳しく調べられた後、1967年になってシェベヘリーとピーターズによってコンピュータを用いて数値的に解が計算され、一体が系からエスケープし残りの二体が連星となるという結論が得られた。ピタゴラス三体問題は、近接散乱や天体のエスケープ、近接連星の形成といった重力多体系の興味深い性質を示す。

## 歴史
ピタゴラス三体問題の歴史は、1893年にカール・ブラーウとの議論の中でエルンスト・マイセルがこの初期条件のもとでの系の進化は周期的になると予想したことに遡る。当時は三体問題に秤動運動以外の非自明な周期解が存在するかどうかに興味が持たれていたが、制限三体問題のようにひとつの天体の質量が無視できる場合や階層的三体問題のような簡単化が可能な場合を除いて、解の挙動についての理解はごく限られていた。
そこでブラーウは三体の質量や距離がすべて同程度であるような状況の解の例を得るために、マイセルが周期解になると予想したピタゴラス三角形の初期条件についてその進化を1913年に計算し、2回目の近接散乱 (後述の単位系で {\displaystyle t=3.35}) までの軌道進化を得た。しかし多数回近接散乱を繰り返すこの系は計算コストが非常に高く、系の最終状態についての結論を引き出せるまで計算を続行することはできなかった。
それから半世紀が経過し天文学者や物理学者が電子計算機を利用できるようになると、ピタゴラス三体問題の解を計算機を用いて計算する研究がイェール大学やNASAなどで開始された。その中でヴィクター・シェベヘリー率いるイェール大学のグループが最終状態まで有効な解を計算することに成功し、1967年にそれを論文として発表した。この解はマイセルの予想とは異なり周期解ではなく一体がエスケープし残りの二体が連星をなすものであったが、しかし数値解からはこの初期条件の近傍に周期解が存在することが示唆された。

## 数値解
本節ではピタゴラス三体問題の解の振る舞いについて述べる。なお、シェベヘリー & ピーターズにならい、質量3の粒子を第1体、質量4の粒子を第2体、質量5の粒子を第3体と呼ぶことにする。
{\displaystyle m_{1}=3,\ \ m_{2}=4,\ \ m_{3}=5}
なお、質量および距離の単位として、各粒子の質量を 3, 4, 5 に、また初期配置の辺の長さを 3, 4, 5 とするものを採用する。また、時間の単位としては重力定数を1とするものを選ぶ。

### 初期条件

ピタゴラス三体問題の初期条件。

ピタゴラス三体問題の初期条件は、質量比3:4:5の質点を3:4:5の直角三角形の各頂点に配置するものである。質量3の粒子 (第1体) は長さ3の辺の反対の頂点に、質量4の粒子 (第2体) は長さ4の辺の反対の頂点に、質量5の粒子 (第3体) は長さ5の辺の反対の頂点に置かれる。従って、重心を座標原点に選ぶとき、各粒子の初期座標は次のようになる。
{\displaystyle \mathbf {x} _{1}=(1,3),\ \ \mathbf {x} _{2}=(-2,-1),\ \ \mathbf {x} _{3}=(1,-1)}
また、各粒子の速度は初期時刻においてすべてゼロとする。
{\displaystyle \mathbf {v} _{1}=\mathbf {v} _{2}=\mathbf {v} _{3}=0}
なお、初期条件 ({\displaystyle t=0}) においてすべての粒子が速度ゼロであるため、その後の解 {\displaystyle \mathbf {x} _{a}(t)} が計算できれば、それ以前の解はその解を時間反転したものとなる。

### 系の進化
この系を三体問題の運動方程式に従って時間発展させると、時刻 {\displaystyle t=1.879} において第2体と第3体が距離 {\displaystyle r_{23}\sim 10^{-2}} で近接散乱し、続いて第3体と第1体が緩やかな散乱 (距離 {\displaystyle r_{13}=0.6}) を経たのちに再び時刻 {\displaystyle t=3.801} において第2体と第3体の散乱 (距離 {\displaystyle r_{23}=6\times 10^{-2}} が起きる。このようにこの系は近接散乱を繰り返しながら進化していく。最も天体間の距離が小さくなるのは時刻 {\displaystyle t=15.830} での第2体と第3体の散乱であり、{\displaystyle r_{23}=4\times 10^{-4}} である。この最接近の際に第1体の速度がゼロに近い点は特に注目に値する。その結果としてそれ以降の系の進化はそれまでの進化を時間反転した解に近いものとなり、時刻 {\displaystyle t=31.66} には初期条件に近い配位へと回帰するからである。
しかしながら、初期条件との違いのために、それ以降の軌道進化はまず第1体と第3体の散乱が起こるなどまったく異なったものになる。やがて時刻 {\displaystyle t=47} に第1体が大きく弾き飛ばされると第2体と第3体が連星を組む。その後、時刻 {\displaystyle t=59.4} 付近で第1体と第2体-第3体連星がすれ違った後に、第1体は十分な脱出速度を獲得し無限遠へエスケープし、第2体と第3体は連星を組んだまま反対方向へと向かう。

### 最終運動
ピタゴラス三体問題は最終的に第2体と第3体が連星を組み第1体は単独でエスケープする。この型の漸近解は、Merman (1958)およびアレクセーエフ (1961)による分類では「elliptic-hyperbolic」と呼ばれるものである。シェベヘリーらの論文はこの最終状態に至るまでの軌道を詳細に図示しているが、その軌道の複雑さを目に見える形で示したことにより「三体問題の最終運動予測の難しさが多くの人に理解された」と谷川清隆らは評価している。
なお、三体問題はカオスな系であり、ピタゴラス三体問題は初期値鋭敏性を持つ。アーセスらによる1994年の研究は、このことを初期条件をわずかに変えたときに最終状態においてエスケープする質点が飛んでいく方向がどのように変化するのかに注目して明白に示したものである。